# 愛南町立平城小学校
愛南町立平城小学校（あいなんちょうりつひらじょうしょうがっこう）は、愛媛県南宇和郡愛南町にある小学校。

## 沿革
- 1873年（明治6年） - 平城学校創立
- 1887年（明治20年） - 平城尋常小学校と改称
- 1903年（明治36年） - 平城尋常高等小学校と改称
- 1941年（昭和16年） - 平城国民学校と改称
- 1947年（昭和22年） - 平城小学校となる
- 2004年（平成16年） - 愛南町立平城小学校と改称

## クラブ活動
- 音楽部 - 合唱と金管を行う。NHK全国学校音楽コンクールで優秀な成績を収めている。
- ダンス部　-　運動会などで金管部と一緒に素晴らしパフォーマンス　を見せてくれる。